# Wojciechów (województwo mazowieckie)
Wojciechów – wieś w Polsce położona w województwie mazowieckim, w powiecie radomskim, w gminie Jastrzębia. Ma status sołectwa.
W latach 1975–1998 miejscowość należała administracyjnie do województwa radomskiego.
Wierni kościoła rzymskokatolickiego należą do parafii Zwiastowania Najświętszej Marii Panny w Jastrzębi.